# Tullio Gonnelli
Tullio Gonnelli  (né le 21 novembre 1912 à Pieve di Cento et mort le 12 janvier 2005 à Hampden dans le Massachusetts) est un athlète italien spécialiste du sprint. Concourant avec le Virtus Bologne, il mesurait 1,84 m pour 78 kg.

## Biographie

### Palmarès
| Date | Compétition           | Lieu   | Résultat | Épreuve    | Performance |
| ---- | --------------------- | ------ | -------- | ---------- | ----------- |
| 1934 | Championnats d'Europe | Turin  | 6e       | 200 mètres | 21 s 9      |
| 1936 | Jeux olympiques d'été | Berlin | 2e       | 4 × 100 m  | 41 s 1      |
| 1938 | Championnats d'Europe | Paris  | 4e       | 4 × 100 m  | 41 s 3      |

### Records
| Épreuve    | Performance | Lieu    | Date    |
| ---------- | ----------- | ------- | ------- |
| 100 mètres | 10 s 5      |         | 1938    |
| 200 mètres | Inconnu     | Inconnu | Inconnu |